# Rezerwat przyrody Wielki Las (województwo śląskie)
Rezerwat przyrody „Wielki Las” – leśny rezerwat przyrody w województwie śląskim, powiat częstochowski, gmina Przyrów. Leży w granicach Parku Krajobrazowego Stawki, na gruntach w zarządzie Nadleśnictwa Złoty Potok. Pod względem geograficznym znajduje się na Równinie Janowskiej w obrębie Wyżyny Częstochowskiej.
Rezerwat został utworzony zarządzeniem Ministra Leśnictwa z dnia 19 marca 1953 roku. Zajmuje powierzchnię 32,36 ha (według aktu powołującego było to 32,12 ha). W 2024 zwiększono powierzchnię rezerwatu do 63 ha oraz utworzono otulinę o wielkości 169,32 ha.
Celem ochrony w rezerwacie jest zachowanie ze względów naukowych i dydaktycznych fragmentu lasu typu olszowo-jesionowego z domieszką innych gatunków liściastych o cechach zespołu naturalnego.
W skład około 120-letniego drzewostanu wchodzą głównie jesion wyniosły oraz olsza czarna. Charakterystycznymi roślinami runa leśnego są między innymi: skrzyp olbrzymi, liczydło górskie, manna gajowa, wiechlina odległokłosa, storczyk Fuchsa oraz trybula lśniąca.